# خوان كارلوس فيرا
خوان كارلوس فيرا (بالإسبانية: Juan Carlos Vera Rivera) هو لاعب كرة قدم تشيلي في مركز الوسط، ولد في 5 يوليو 1960 في لا كاليرا في تشيلي. شارك مع منتخب تشيلي لكرة القدم. أما مع النوادي، فقد لعب مع أوداكس إيتاليانو وتامبيكو ماديرو وكروز آزول ونادي أطلس ونادي أونيفرسيداد ناسيونال وهواتشيباتو ويونيون لا كاليرا.

## وصلات خارجية
- خوان كارلوس فيرا على موقع قاعدة بيانات كرة القدم.إي يو (الإنجليزية)
- خوان كارلوس فيرا على موقع ناشيونال فوتبول تيمز (الإنجليزية)